# Посо-Лоренте
Посо-Лоренте (ісп. Pozo-Lorente) — муніципалітет в Іспанії, у складі автономної спільноти Кастилія-Ла-Манча, у провінції Альбасете. Населення — 469 осіб (2010).
Муніципалітет розташований на відстані близько 240 км на південний схід від Мадрида, 30 км на схід від Альбасете.

## Демографія
Динаміка населення (INE ):

## Галерея зображень

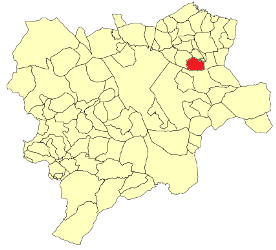
Розташування муніципалітету у провінції Альбасете
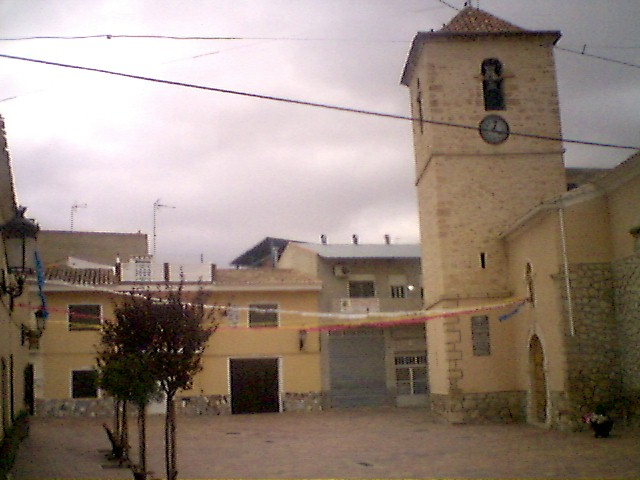
Посо-Лоренте
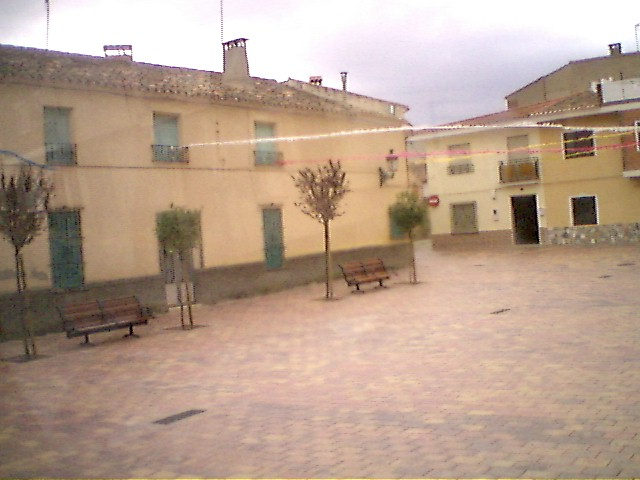
Посо-Лоренте